# Švicarska vaterpolska liga
Švicarska vaterpolska liga (njem. Wasserball NLA ) je najviši natjecateljski razred švicarskg vaterpola.

## Dosadnjaši prvaci Švicarske
|     | Klub                    | Broj titula prvaka | Godina |
| --- | ----------------------- | ------------------ | --- |
| 1.  | SC Horgen               | 30                 | 1953, 1954, 1955, 1956, 1958, 1959, 1961, 1962, 1963, 1964, 1966, 1975, 1976, 1977, 1978, 1979, 1980, 1981, 1982, 1983, 1984, 1987, 1991, 1992, 1993, 1998, 2000, 2001, 2007, 2015 |
| 2.  | Società Nuoto Lugano    | 16                 | 1970, 1971, 1972, 1973, 1985, 1986, 1988, 1989, 1995, 1996, 1997, 2006, 2010, 2014, 2016, 2017                                                                                     |
| 3.  | Genève Natation 1885    | 14                 | 1928, 1932, 1933, 1934, 1935, 1938, 1941, 1942, 1947, 1966, 1967, 1968, 1969, 1974                                                                                                 |
| 4.  | SC Kreuzlingen          | 8                  | 1999, 2002, 2003, 2008, 2009, 2011, 2012, 2013 |
| 5.  | CN Lausanne             | 5                  | 1931, 1949, 1951, 1952, |
| 6.  | SC Zürich               | 5                  | 1943, 1945, 1946, |
| 7.  | SK Arbon                | 4                  | 1924, 1927, 1937, 1944 |
| 8.  | SK St.Gallen            | 4                  | 1922, 1926, 1936, 1938 |
| 9.  | SC Romanshorn           | 2                  | 1929, 1930 |
| 10. | SC Schaffhausen         | 2                  | 2004, 2005 |
| 11. | CN Monthey              | 1                  | 1990 |
| 12. | Red Fish Neuenburg      | 1                  | 1925 |
| 13. | SK Luzern               | 1                  | 1948 |
| 14. | SV Limmat               | 1                  | 1960 |
| 15. | Wassersportverein Basel | 1                  | 1994 |

## Poveznice
- Schweizerischer Schwimmverband Swiss Waterpolo  Arhivirana inačica izvorne stranice od 5. lipnja 2008. (Wayback Machine)